# ماکس فون لائو
ماکس تئودور فلیکس فون لائو (به آلمانی: Max Theodor Felix von Laue) (متولد ۹ اکتبر ۱۸۷۹ – درگذشته ۲۴ آوریل ۱۹۶۰) فیزیک‌دانی آلمانی بود که در سال ۱۹۱۴ برنده جایزه نوبل فیزیک شد. او این جایزه را برای کشف پراش در پرتوهای ایکس در بلورها دریافت کرد.
او بشدت با سوسیالیزم ملی مخالف بود.
او همچنین باتلاش‌های عملی فراوان در علوم نور و بینایی، نظریه کوانتومی، ابررسانایی، و نظریه نسبیت داشت. او همچنین صاحب مقامات اداری شد که باعث گردید که آلمان پیشرفت علمی زیادی بکند.

## روش‌های پیشنهادی برای پراش
لاوه همچنین روش‌هایی را برای تعیین جهت بلوری و کیفیت تک‌کریستالها معرفی کرد که مهم‌ترین آنها عبارتند از:
- روش پس‌تاب لاوه
- روش عبوری لاوه